# پیردختر (رمان)
پیر دختر (به فرانسوی: La Vieille Fille) این رمان از انوره دو بالزاک (۱۷۹۹–۱۸۵۰)، نویسنده فرانسوی، با تالار عتیقه‌ها، در بخش «صحنه‌هایی از زندگانی شهرستانی» از مجموعه کمدی انسانی، گروه جداگانه‌ای با عنوان «رقابتها» تشکیل می‌دهد. تاریخ نگارش پیردختر، به تصریح خود بالزاک، اکتبر ۱۸۳۶ است و کتاب «به آقای اوژن- اوگوست- ژرژ- لوئی میدی دو لاگرنری سوروبل، مهندس بخش سلطنتی پل و راه‌سازی» که شوهر خواهر بالزاک بود تقدیم شده‌است.
این کتاب در ایران با ترجمه محمدجعفر پوینده توسط انتشارات چشمه و همچنین انتشارات اشاره به چاپ رسیده‌است.

## تحلیل و ماجرای رمان
نویسنده در آغاز تصویری از یک شخصیت عجیب به نام شوالیه دو والوا به دست می‌دهد این پیرمرد بازمانده از حکومت سلطنتی سابق که مدعی خویشاوندی با شاهان فرانسه است در شهر آلانسون زندگی می‌کند.
وضع مالی او بسیار محقرانه است و خورد و خوراکش عمدتاً در مهمانی‌های مجامع شهرستانی که او را به مناسبت نامش اغلب به آنجا دعوت می‌کنند تأمین می‌شود. این پیرمرد در عین حال زن باره است. زن جوانی به نام سوزان به ملاقات او می‌آید و ادعا می‌کند که شوالیه باعث انحنای قامتش شده‌است؛ اما شوالیه زن زرنگ را به نزد دو بوسکیه می‌فرستد که احتمالاً به اندازه خود او مقصر است. این شخصیت مشکوک که سابقاً سفته باز و جاسوس سیاسی بوده‌است یکی از ثروتمندترین اهالی شهر است. آمدن سوزان او را به دردسر می‌اندازد، زیرا دو بوسکیه نیز مانند شوالیه آرزوی ازدواج با پیردختری به نام مادموازل کورمون را دارد که برای شوالیه ثروت و برای دو بوسکیه پروانه ورود به محافل اشرافی شهر و شهرت و آبرومندی خواهد آورد. وانگهی تنها این دو نفر خواستگار پیردختر نیستند، بلکه آتاناز گرانسون، جوان نابغه که هم هوشمند و هم عفیف است، عاشق زیبایی اوست، ولی با وجود اصرارهای مادرش، که چشم به مزایای مالی این ازدواج دوخته‌است، جرئت ابراز عشق خود را ندارد. سپس توصیف بسیار دقیق و بسیار گویایی از اندرون خانه مادموازل کورمون و شیوه زندگانی او می‌آید.
در طی مهمانیها و شامهایی که در خانه او داده می‌شود، هر یک از رقیبان می‌کوشد تا رقیب یا رقیبان دیگر را از چشم پیردختر بیندازد و معمولاً موفق هم می‌شود؛ به خصوص از آن رو که پاکی و معصومیت پیردختر و تردیدهایش او را ظاهراً برای همیشه محکوم به باکره ماندن کرده‌است. اما در این خانه بسیار آرام شخصیت تازه‌ای وارد می‌شود و او آقای ترواویل است که برای سکونت آلانسون آمده‌است. فوراً اهل شهر این مرد نظامی را به ازدواج با دختر بیچاره که خودش هم باور کرده و این مرد را کاملاً برازنده یافته‌است تشویق می‌کنند. افسوس که سوء تفاهمی در کار است، زیرا آقای ترواویل زن و بچه دارد. مادموازل کورمون، که مأیوس و سرخورده و به خصوص از مشاهده دورنمای پیری و تنهایی وحشت زده‌است، در کار شتاب می‌کند و خواستگاری دو بوسکیه را می‌پذیرد. با وجود دسیسه بازی‌های شوالیه، ازدواج سر می‌گیرد. آتاناز جوان از فرط نومیدی خودکشی می‌کند. به مجردی که ازدواج صورت می‌گیرد، دوبوسکیه خانه را سراپا تغییر می‌دهد و با زنش ظالمانه رفتار می‌کند. پیر دختر که اکنون بانو دو بوسکیه شده‌است نزد شوالیه ادعا می‌کند که خوشبخت است، اما نمی‌تواند پنهان بدارد که دو بوسکیه فقط اسماً شوهر اوست.
بدین گونه بر اثر بازی عجیب سرنوشت، پیردختر بدبخت، که تا سن چهل و دو در آرزوی ازدواج به سر می‌برد، حال که شوهر کرده‌است از لذتهایی که حقاً باید نصیبش شود محروم می‌ماند. چون به شصت سالگی می‌رسد به‌طور خصوصی درد دل می‌کند که تحمل این را ندارد که باکره بمیرد. - این رمان تحلیل روانی درخشانی است: شخصیت مادموازل کورمون یکی از زنده‌ترین شخصیتهای کمدی انسانی است. بالزاک این‌جا مسائل را ساده نمی‌کند، تحلیل روحیات بسیار دقیق و عمیق است؛ ولی پیردختر در عین حال یکی از موفق‌ترین تصویرها از زندگانی شهرستانی است: شب نشینیها، هزاران دسیسه و زد و بند، سودجوییهای سیاسی و مالی، امتناع طبقات اجتماعی از معاشرت با یکدیگر، همه اینها با واقع بینی حیرت‌انگیز و دقت بی‌نظیر وصف شده‌است.

## شخصیت‌های اصلی رمان
- Eugene-Auguste-Georges-Louis Midy de la Greneraye
- Valois
- Alencon
- Du Bouquier
- Cormon
- Athanase Granson
- Troisville